# La ilustración barcelonesa: diario universal
La ilustración barcelonesa: diario universal és un diari que es va publicar al llarg del 1858 en llengua castellana. El diari va dirigir-lo Eusebio Comas i Soler, escriptor català. S'imprimia a la impremta del Diari de Barcelona, al carrer nou de Sant Francesc, a càrrec de Francisco Gabañach, que era l'encarregat també de la impremta del mateix Diari de Barcelona.
El diari es publicava en periodicitat quinzenal. La subscripció al diari funcionava mensualment, i quan rebies el segon número del mes havies de renovar pel mes següent. Aquesta renovació costava dos rals si eres de Barcelona, tres si eres de fora de la ciutat i quatre si vivies a l'estranger. Comprar un número individualment costava 2 rals.
A partir del maig del 1858 però, en el mateix final del diari, s'enuncia un augment del preu del diari, que va fer que la subscripció tant a Barcelona com a fora fos de 3 rals.

## Història
Pel que fa als inicis d’aquest diari, no es coneix exactament ni el com ni quan es va fundar exactament. D’altra banda, en el mateix diari, al principi del primer número d’aquest, es pot observar el motiu del seu origen. Aquest doncs, té l’objectiu de reivindicar la mala qualitat dels diaris de l’època i oferir un contingut de qualitat, que es pogués prendre com a referent i font a seguir pels altres. Per tant, reivindiquen un diari de qualitat, que prioritza els detalls de l'edició i del redactat per sobre de la resta.
Pel que fa al contingut de La ilustración barcelonesa: diario universal, aquesta contava principalment amb prosa, on s'hi pot destacar llegendes o històries fantàstiques, poemes i també textos informant sobre fets o aspectes, escrits tots pels seus propis redactors i col·laboradors. Aquests textos, sobretot en el cas de les narracions, moltes vegades es continuaven en els pròxims números del diari. També anaven acompanyats en alguns casos per il·lustracions d’alta qualitat per representar els protagonistes o escenes importants de cadascun d’ells.
Per tancar cada una de les edicions, al final de tot s'hi trobava en la majoria de casos dos apartats: Pensamientos i Epigrama. En el cas que aquests dos no fossin part del número, el diari solia oferir en el seu lloc, endevinalles, il·lustracions o un missatge de l'editor o director dirigit el públic.
El diari va tenir com a editor Juan Vázquez fins al setembre de 1858. A partir d’aquí, el diari el va editar Carlos Custi i Riu.

## Continguts
La ilustración barcelonesa: diario universal estava caracteritzada no només pel seu detall en l'edició sinó també pel seu detall en els diversos textos que oferia als seus lectors. D'entre aquests, es poden destacar els gèneres i categories més comunes i rellevants al llarg de les diverses edicions que conté el diari.
Prosa
Primer de tot trobem la narració, que és el gènere predominant en la majoria de les edicions. En gran part, aquestes estaven dividides en les diverses edicions, és a dir, que s'anava publicant la continuació d'elles en els números posteriors del diari, fent que es creés un seguiment constant d'aquest per part dels seus lectors. D'entre aquests relats se'n podrien destacar els dos següents: La loca de amor de Juan Mañé Flaquer, escriptor i periodista català que va treballar majoritàriament en el Diari de Barcelona. S'hi narra una tragèdia amorosa que explica la història de dues germanes òrfenes. Una altra narració a destacar seria Los ninos expósitos de Antonio Ros de Olano, militar i escriptor espanyol. Aquest relat explica la història d'un caçador que es troba un nen orfe, pobre i afamat, que li demana diners i ajuda. El caçador, davant d'això, cau en un somni que el porta en un espai fantàstic on hi ha una matrona cuidant de diversos nens orfes.
Poesia
L'altre gènere predominant en el diari seria el cas dels diversos poemes que trobem al llarg de les diverses edicions d'aquest. Primer de tot es podria destacar Niñas y flores de José Selgas Carrasco, escriptor i periodista espanyol. Així mateix es podria ressaltar també La mendiga y la golondrina  de María Mendoza de Vives, poetessa i narradora malaguenya.
Textos per informar al lector
A part de la prosa i poesia escrita pels escriptors col·laboradors la qual destacava en la gran part de tots els números, en aquest diari també hi podíem trobar articles que informessin al lector sobre un fet o aspecte. Un exemple d'això seria l'article que porta per títol Ensanche de Barcelona, el qual explica les reformes que s'havien aprovat al 6 d'abril de 1858 per tal d'eixamplar la ciutat de Barcelona.
Pensamientos i Epigrama
D'altra banda, en acabar el diari, en la majoria de números, hi havia dos apartats diferents al contingut de la resta del diari. Primer de tot hi havia l'apartat de Pensamientos, que constava de vàries frases dites per algun famós o per algun pensador que donava consells de la vida al lector, consells, que per exemple podrien ajudar a com portar determinades situacions. Per tancar el diari, l'últim apartat era un Epigrama, que és un poema curt que expressa un únic pensament.

## Redacció
- Director: Eusebio Comas i Soler
- Director de la impremta: Francisco Gabañach
- Editors: Juan Vázquez i Carlos Custi i Riu
- Escriptors del diari: Julio Gerard, Juan Mañé i Flaquer, Guillermo Forteza, Manuel Méndez i Lopez, J. M. Villergas, Maria Mendoza de Vives, Modesto Costa i Turell, Joaquin Mola i Martínez, Gregorio Amado Larrosa, Juan Bautista Ferrer, Eusebio Comas i Soler, Manuel Rimont, José Selgas i Carrasco, Julio Gerard, Victor Balaguer, Miguel de Rialp, Juan Sanlleri, Emilio Bravo, Antonio Ros de Olano, José Anselmo Clavé, Joaquín Bastus, Julio Barceló, Fernan Caballero i Dolores Gómez de Cádiz.